# Jules Joffrin (Métro Paris)

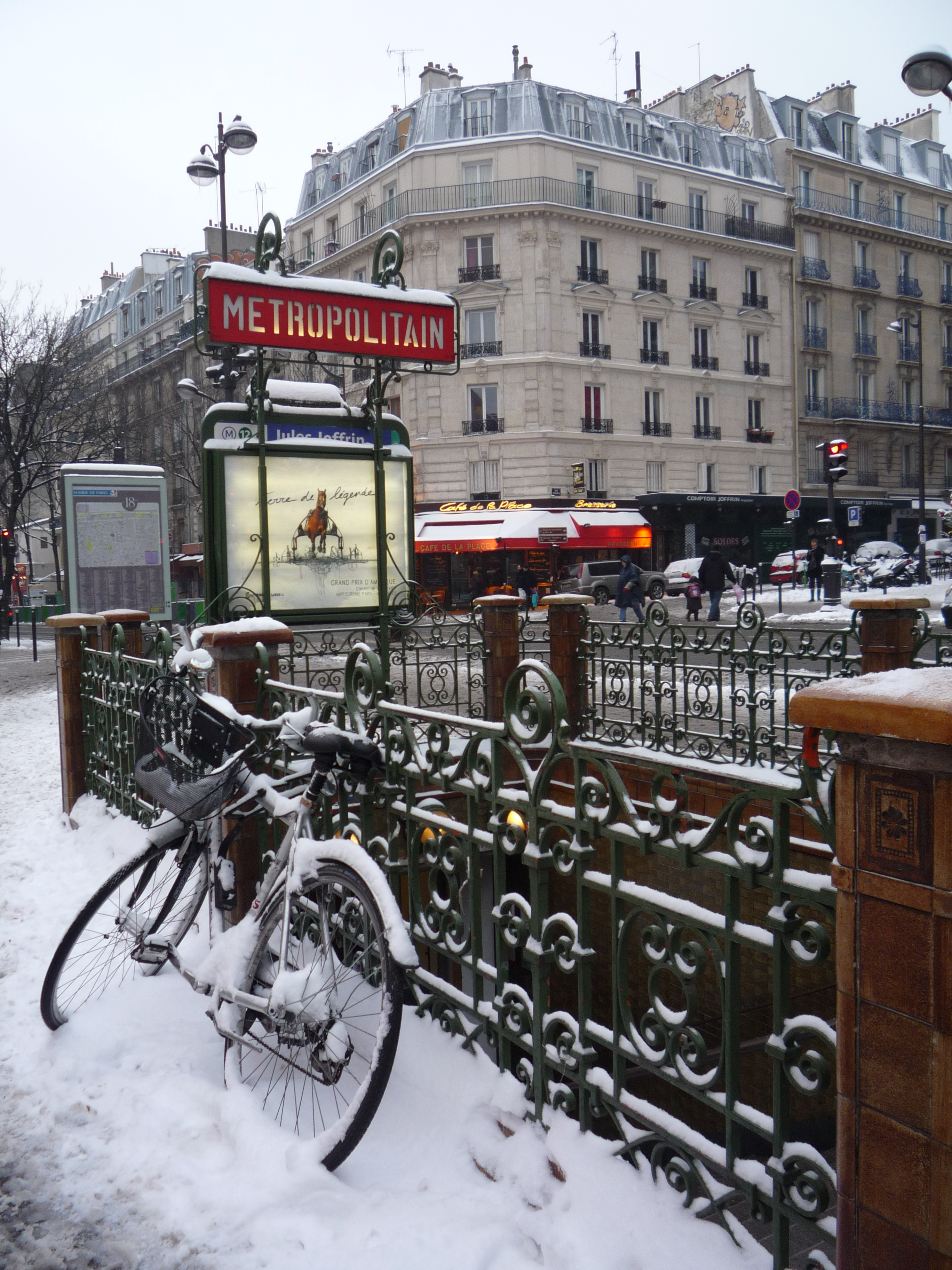
Zugang an der Place Jules Joffrin

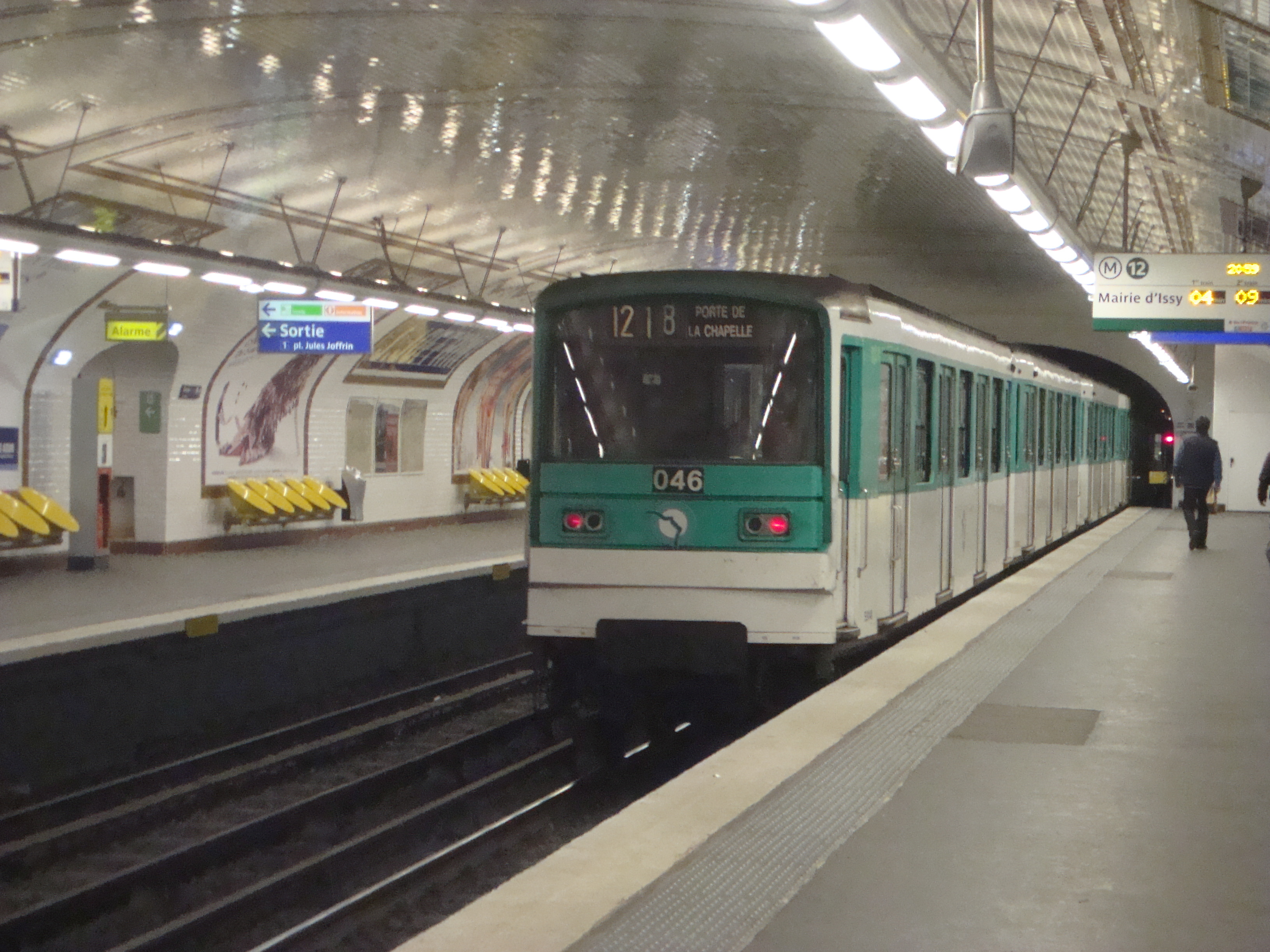
MF-67-Zug beim Verlassen der Station

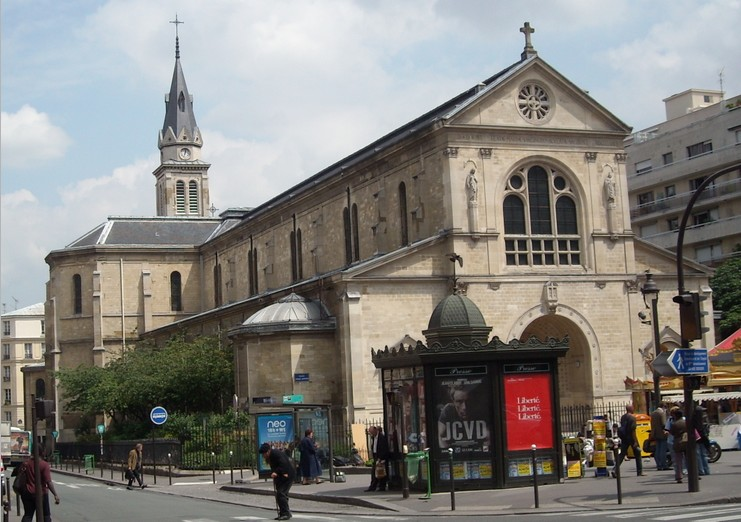
Notre-Dame de Clignancourt

Der U-Bahnhof Jules Joffrin [ʒyl ʒɔfʁɛ̃] ist eine unterirdische Station der Linie 12 der Pariser Métro.

## Lage
Die Station befindet sich am Fuß der Anhöhe Butte Montmartre im Quartier de Clignancourt des 18. Arrondissements von Paris. Sie liegt längs unter der Rue Ordener in Höhe des Platzes Place Jules Joffrin.

## Name
Namengebend ist die Place Jules Joffrin. Der Sozialist François Alexandre Jules Joffrin (1846–1890) verbrachte elf Jahre in England im Exil. Nach seiner Rückkehr nach Paris war er Stadtverordneter und ab 1889 Mitglied der Abgeordnetenkammer.

## Geschichte und Beschreibung
Die Linie 12 wurde als Linie A von der Société du chemin de fer électrique souterrain Nord-Sud de Paris (Nord-Sud) gebaut und bis 1930 von ihr betrieben. Am 31. Oktober 1912 wurde die Station Jules Joffrin in Betrieb genommen, als die nördliche Verlängerung der Linie von Pigalle bis dorthin eröffnet wurde. Bis zum 23. August 1916 war Jules Joffrin Endstation der Linie. Nachdem die Nord-Sud 1930 in der bislang konkurrierenden Compagnie du chemin de fer métropolitain de Paris (CMP) aufgegangen war, wurde am 27. März 1931 die Linie A in Linie 12 umbenannt.
Unter einem elliptischen Gewölbe liegen zwei Seitenbahnsteige an zwei Streckengleisen. Die Station weist die ursprüngliche Pariser Standardlänge von 75 m, ausreichend für Fünf-Wagen-Züge, auf. Wegen der zunächst auf den Strecken der Nord-Sud vorhandenen Oberleitung ist sie geringfügig höher als die unter ähnlichen Gewölben liegenden CMP-Stationen. Anders als bei den von der CMP errichteten Stationen folgen die Seitenwände nicht der Krümmung der Ellipse, sondern verlaufen im unteren Bereich senkrecht. Wie die anderen U-Bahnhöfe der Nord-Sud wurde die Station etwas prunkvoller als die Stationen der CMP erbaut. Nachdem die Wände zwischenzeitlich verkleidet worden waren, präsentiert sich die Station nach einer Renovierung in den Jahren 2008/2009 wieder in einem weitgehend originalen Zustand. Östlich der Station befindet sich ein einfacher Gleiswechsel.
Der Zugang liegt auf der Place Jules Joffrin, er weist das für die Nord-Sud typische Dekor auf. Der Schriftzug NORD-SUD wurde nach der Übernahme durch die CMP durch METROPOLITAIN ersetzt. Ein zusätzlicher Ausgang mit Rolltreppe befindet sich an der Einmündung der Rue du Mont Cenis.

## Fahrzeuge
Auf der Linie 12 verkehrten zunächst Züge der Nord-Sud-Bauart Sprague-Thomson, die sich in mehreren Punkten von den Sprague-Thomson-Fahrzeugen der CMP unterschieden. Auffallendes Merkmal war die Stromversorgung des führenden Triebwagens mittels eines Pantographen. Nach der Übernahme der Nord-Sud durch die CMP wurde diese Betriebsform in den 1930er Jahren aufgegeben. In den 1970er Jahren schieden die Nord-Sud-Züge zugunsten der Sprague-Thomson-Regelbauart aus, 1977 kamen dann moderne Züge der Baureihe MF 67 auf die Strecke.

## Umgebung
- Kirche Notre-Dame de Clignancourt